# Monte le Pezze
Il Monte Le Pezze (999.8 m s.l.m.) è un rilievo situato nel comune di Itri in provincia di Latina nel Lazio, all'interno del territorio del parco naturale dei Monti Aurunci, ad est del valico di San Nicola e nella catena dei Monti Aurunci. 

## Descrizione
La larga e panoramica cresta del Monte Le Pezze domina a sud la valle di Itri ed a nord la valle di Campello. 
Il versante meridionale, brullo ed assolato, è ricoperto da praterie di Ampelodesmos mauritanicus, relitti di pineta di rimboschimento a pino marittimo e domestico, ginestra, terebinto e mirto. 
Il versante settentrionale è invece ammantato da una foresta di caducifoglie che costituisce la vasta foresta demaniale di Campello.